# Mouvement du peuple pour le progrès
Pour parti congolais, voir Mouvement du peuple pour le progrès social.
Le Mouvement du peuple pour le progrès (MPP) est un parti politique du Burkina Faso. Fondé en janvier 2014 et se réclamant de la social-démocratie, il est issu du Congrès pour la démocratie et le progrès (CDP), le parti de l'ancien président Blaise Compaoré, chassé du pouvoir en 2014 lors de la deuxième révolution burkinabè.
Le parti est fondé par Roch Marc Christian Kaboré, Salif Diallo et Simon Compaoré, d'anciens piliers du CDP.
Roch Marc Christian Kaboré, fondateur et dirigeant du parti, est élu président du Faso lors de l'élection présidentielle de 2015 au Burkina Faso.
Le parti compte 55 députés (sur 127) lors de législature 2015-2020.
Clément Sawadogo, également ministre, en est le secrétaire général.
Le 12 mars 2017, le président de l'Assemblée nationale du Burkina Faso, Salif Diallo est élu à la tête MPP. Il meurt en août 2017 et est remplacé par intérim par Simon Compaoré. Ce dernier est élu président du parti en mars 2020.
Le 26 septembre 2021, Alassane Bala Sakandé est élu président du MPP à issue d'un congrès extraordinaire et remplace Simon Compaoré à la présidence du parti. Compaoré est nommé président d'honneur du parti. Clément Sawadogo est premier vice-président du parti.
En janvier 2022, un coup d'État militaire renverse le président Kaboré. La junte au pouvoir (le Mouvement patriotique pour la sauvegarde et la restauration dirigé par Paul-Henri Sandaogo Damiba) gouverne sans les partis politiques. En mars 2022, de nombreux membres influents du parti le quittent (en particulier 46 membres du bureau national). Ces défections sont analysées comme une volonté de ne plus être associé à l'histoire et à l'échec du MPP quand il était au pouvoir.

## Résultats aux élections législatives
| Année | %     | Sièges   | Rang |
| ----- | ----- | -------- | ---- |
| 2015  | 34,71 | 55 / 127 | 1er  |
| 2020  | 34,59 | 56 / 127 | 1er  |